# Combat (jogo eletrônico)
Combat é um jogo eletrônico de ação da Atari, lançado em outubro de 1977, para o console Atari 2600. Foi um dos nove títulos de lançamento do Atari 2600, e foi incluso na caixa conjuntamente com o console até 1982.
Combat é baseado em dois outros jogos em preto e branco de fliperama, também produzidos pela Atari: Tank (publicado pela Kee Games) de 1974, e Anti-Aircraft II de 1975. Combat foi programado por Joe Decuir e Larry Wagner.
No início de 1977, a Coleco lançou um título similar chamado Telstar Combat!, uma introdução ao seu console Telstar. Ao contrário do jogo da Coleco, Combat tinha gráficos em cores e inúmeras variações de jogabilidade. Os 27 modos de jogo de Combat contam com uma variedade de diferentes cenários de combate, incluindo caças, biplanos e tanques. Os jogos do tanque têm opções interessantes tais como adquirir munição[carece de fontes?] e invisibilidade. Os jogos de biplanos e caças também possuem algumas variações, tais como vários aviões por jogador e um modo de jogo em que se controla um esquadrão de aviões contra um bombardeiro gigante.
A Atari também produziu uma versão de Combat para a Sears intitulada Tank Plus (uma alusão ao fliperama que serviu de inspiração ao Combat).